# Savogna d’Isonzo
Savogna d’Isonzo (friuli nyelven: Savogne di Gurize, szlovénül: Sovodnje ob Soči) település Olaszországban, Friuli-Venezia Giulia régióban, Gorizia megyében. Lakosainak száma 1694 fő (2023. január 1.). Savogna d’Isonzo Doberdò del Lago, Farra d'Isonzo, Gorizia, Sagrado, Miren-Kostanjevica és Nova Gorica községekkel határos. A település lakosságának zöme szlovén nemzetiségű.

## Népesség
A település lakossága az elmúlt években az alábbi módon változott:
| Lakosok száma | 1705 | 1718 | 1694 |
|               | 2017 | 2018 | 2023 |